# Aktivator (Genetik)
Ein Aktivator in der Genetik ist ein DNA-bindender Stoff. Er erhöht die Affinität der RNA-Polymerase an den Promotor. Dadurch wird die Transkription des Gens (oder Operons) aktiviert. Zu den Aktivatoren gehören z. B. die niedermolekulare Arabinose oder Regulator-Proteine, die an die Operator-Bindestelle in 3'-Richtung vor dem Operator binden. Der Aktivator wird durch einen Coaktivator (Signalstoff) beziehungsweise Induktor aktiviert.
Man unterscheidet zwischen konstitutiven und regulierten Aktivatoren. 

## Beispiel
- Katabolitrepression: Der Aktivator CAP (Catabolite Activator Protein), aktiviert in Anwesenheit des Coaktivators cAMP, die Transkription des Lactose-Operons (lac-Operon).